# آتومو میزویشی
آتومو میزویشی (انگلیسی: Atomu Mizuishi؛ زادهٔ ۱ ژانویهٔ ۱۹۹۶) بازیگر، مدل اهل ژاپن است. وی از سال ۲۰۱۲ میلادی تاکنون مشغول فعالیت بوده‌است.
از فیلم‌هایی که وی در آن نقش داشته‌است، می‌توان به گارو: ماکای نو هانا اشاره کرد.